# ニュクスの角灯
『ニュクスの角灯』（ニュクスのランタン）は、高浜寛による日本の漫画作品。『コミック乱』（リイド社）にて2015年5月号から2019年8月号まで連載。単行本全6巻。明治前期の長崎とベル・エポックのパリを舞台に描かれるアンティーク浪漫。
2018年、第21回文化庁メディア芸術祭マンガ部門優秀賞受賞、2019年リーヴル・パリレコメンド作品、2020年第24回手塚治虫文化賞マンガ大賞受賞。
本作の連載終了後、前日譚にあたる『扇島歳時記』の連載が同誌で始まった。本作と『扇島歳時記』に、作者の前作『蝶のみちゆき』を合わせて「長崎三部作」と称される。

## 制作背景・反響
本作は歴史を題材にしたフィクションだが、作者の高浜による綿密な時代考証や現地取材、実際に蒐集したアンティークの知識などが豊富に取り入れられている。例えば、大浦慶、松尾儀助、エドモン・ド・ゴンクールといった実在の人物や、ダニエル・ペーターのチョコレート、バッスルドレス、幻灯機、『不思議の国のアリス』、助惣焼、青貝細工、浮世絵といった実在の文物が多数登場する。各話の幕間には、登場した文物についてのミニコラムが挟まれる。
作者の高浜が本作の舞台に近い熊本県天草市出身であること、連載中の2016年に熊本地震に被災したこと、アルコール依存症と闘病してきたこと、なども本作に影響を与えている。作中にも、アルコール依存症が重要な要素として出てくる。
フランス文学者の鹿島茂の著作からも影響を受けており、2018年には鹿島との対談イベントが開催された。
本作は連載途中から高く評価され、複数の賞を受賞をしている（#受賞）。とりわけ最終話が多くの反響を呼び、希望に満ちた結末とする声と、悲劇的な結末とする声の両方があった。
作者の過去作と同様、フランスでも翻訳・刊行され、高く評価されている。2019年には国際的なブックフェア「リーヴル・パリ」でレコメンド作品に選出された。
2020年2月から7月にかけて、熊本市現代美術館で、長崎三部作の原画や当時の文物を集めた特別展「高浜寛展」が開かれた。
2021年9月放送のNHK教育テレビ『こころの時代〜宗教・人生〜』で、本作の制作背景が取り上げられた。
2022年1月から2月には、長崎歴史文化博物館でも特別展が開かれた。

## あらすじ
1878年（明治11年）、西南戦争で親を亡くした内気な少女・美世は、長崎鍛冶屋町で工芸品の輸出入を扱う道具屋「蠻」（ばん）で働くことになる。店主の小浦 百年をはじめとする周囲の人々や、舶来の文物に触れる中で、美世は次第に成長していく。同時に、百年のことを恋愛対象として意識し始めるが、百年はかつて暮らしたパリでの初恋の相手・ジュディットへの想いを断ち切れずにいた。
パリにおけるジャポニスムの高まりに着目した百年は、「蠻」のパリ支店を開設するために――もう一つにはジュディットと再会するために――、「長崎三女傑」の一人・大浦慶の助力を得て渡仏する。しかし再会したジュディットは、かつてとは別人のような性格になっていた。一方、長崎に残された美世は、百年の真意を知って自身の想いを断ち切るが、ひょんなことから自身も渡仏することになるのだった――。（以上第4巻までのあらすじ）
華やかな時代の陰で、それぞれに葛藤を抱えた登場人物が織りなす、ビルドゥングスロマン。

## 登場人物

### 長崎
美世（みよ）
本作の主人公。18歳の未熟な少女。西南戦争で親を亡くして以来、親戚の家に寓居するが打ち解けられずにいる。「触れた物の過去と未来の持ち主がわかる」神通力をもつことが見込まれて、「蠻」に奉公に出される。本作の物語は、老年の美世が太平洋戦争下で孫娘に語る昔話として描かれる。
小浦百年（こうら ももとし）
本作のもう一人の主人公。「蠻」の店主。瓶底眼鏡をかけた飄々とした男。少年時代にパリに住んでいた。商才と外国語に優れる。
岩爺（がんじい）
「蠻」の従業員。「眞心」と書かれた鉢巻を締めた中年の大男。旧幕時代は出島で料理長を務めていた。
大浦慶
「女丈夫」として名を馳せた豪商。数年前に詐欺に遭って破産したため（遠山事件）、現在は隠棲中。ある事情から百年や岩爺と旧知の仲。
ヴィクトール・ピナテール
父の代から日本で活動するフランス人の商人。百年の幼馴染であり、渡仏に同行する。
たま
1872年の芸娼妓解放令まで丸山遊女だった女性。出島にも出入りしていた。岩爺やヴィクトールと旧知の仲。前日譚の『扇島歳時記』では主人公を務める。
春婆ちゃん（はるばあちゃん）
「蠻」の裏に住む白髪の小柄な老婆。「蠻」で既製服を生産するにあたり針子を頼まれた際、たまを紹介する。兵役逃れで音信不通になった孫がいる。
山口長次郎（やまぐち ちょうじろう）
美世を引き取った叔父。寡黙な家長。かつては青貝細工の職人だった。
山口の妻
美世からは「おばさん」と呼ばれる。お節介焼き。
民平（みんぺい）
百年の渡仏後に「蠻」で働くことになった天草出身の少年。海難事故で行方不明になった父が海外で生きているという噂を聞き、捜索を志している。
松尾儀助
起立工商会社の社長。大浦慶と旧知の仲。
エリザベス・ラッセル
アメリカ人女性。旧オルト邸で活水学院の創設を準備している。

### パリ
ジュディット
パリの女優・高級娼婦（ロレット）。没落した資産家の娘。百年の幼馴染であり初恋の人。
マリー
黒髪眼鏡の才色兼備な貴婦人。ヴィクトールと旧知の仲。かつてマダム・ドソワ (Madame Desoye) の輸入品店の接客係だった。
ポーリーヌ
酒場で働く娼婦。後に転職する。
黒川一真（くろかわ かずま）
起立工商会社パリ支店の従業員。
スラメット
モンマルトルで百年とヴィクトールが下宿する部屋の主人。ターキーヤを被った男性。
エドモン・ド・ゴンクール
ジャポニスムのサロンを経営する美術評論家。

### その他
美世の父
物語開始時点で故人。妻に先立たれ美世を男手一人で育てていた。熊本で私塾を営み生徒に慕われていたが、自堕落な面があった。美世が神通力に目覚めるきっかけを作った。西南戦争で流れ弾に当たって死亡した。

## 受賞
- 2016年 - 『ダ・ヴィンチ』2016年11月号「絶対はずさない！プラチナ本」[21]
- 2017年 - THE BEST MANGA 2017 このマンガを読め! 第4位
- 2018年 - 第21回文化庁メディア芸術祭マンガ部門 優秀賞[5]
- 2019年 - リーヴル・パリ（フランス語版）2019 レコメンド作品[6]
- 2020年 - 第24回手塚治虫文化賞 マンガ大賞[7][8]

## 書誌情報
- 高浜寛 『ニュクスの角灯』リイド社、全6巻
  1. 2016年1月29日発売、ISBN 978-4-8458-4421-0
  2. 2016年7月29日発売、ISBN 978-4-8458-4428-9
  3. 2017年4月6日発売、ISBN 978-4-8458-5010-5
  4. 2018年2月16日発売、ISBN 978-4-8458-5180-5
  5. 2018年11月27日発売、ISBN 978-4-8458-6005-0
  6. 2019年8月27日発売、ISBN 978-4-8458-6027-2